# Золотая ласточка (фильм, 1968)
«Золотая ласточка» (кит. трад. 金燕子, пиньинь Jīn yàn zi, англ. Golden Swallow), на русском языке также известна под некорректным названием «Золотая канарейка» — фильм с боевыми искусствами режиссёра Чжана Чэ. Премьера состоялась 4 апреля 1968 года в Гонконге. Съёмки проходили в Японии. Один из десяти самых кассовых фильмов на языке путунхуа 1968 года.

## Сюжет
Воительница Се Жуянь по прозвищу Золотая Ласточка избегает засады благодаря Золотому Кнуту Хань Тао и идёт с ним в долину Нефритового Ветра, чтобы восстановить силы. Чувства Ласточки к своему бывшему соученику, одинокому фехтовальщику Сяо Пэну по прозвищу Золотой Коршун, становятся препятствием в развитии отношений между ней и Хань Тао. Оба покидают долину в поисках Сяо Пэна для того, чтобы остановить его: Сяо Пэн отслеживает и убивает преступников от имени Ласточки, чтобы заставить её выйти из укрытия. Когда наступает встреча трёх воинов, Ласточка колеблется между Пэном и Тао. Перед поединком между двумя мечниками на них нападает Ядовитый Дракон Ван Сюн, глава сообщества Золотого Дракона, и его люди. Золотой Коршун выдерживает удар меча Хань Тао во время попытки убить Дракона, а затем на последнем дыхании добивает всех его людей. Тронутая любовью Коршуна, Ласточка скорбит по нему на его могиле. Хань Тао покидает её.

## В ролях
| Актёр        | Роль                                         |
| ------------ | -------------------------------------------- |
| Джимми Ван   | Серебряный Коршун Сяо Пэн                    |
| Чжэн Пэйпэй  | Золотая Ласточка Се Жуянь                    |
| Ло Ле        | Золотой Кнут Хань Тао                        |
| Чжао Синьянь | Мэй Нян                                      |
| Ян Чжицин    | Ядовитый Дракон Ван Сюн                      |
| Чин Мяо      | Цао Тяньлун                                  |
| У Ма         | Летающий Лис Ху Чжэнь                        |
| Лам Кау      | Король-леопард, лидер Ветви Золотого Дракона |
| Тан Ди       | Цао Тяньфэн                                  |
| Хо Пань      | Король-тигр, глава Ветви Золотого Дракона    |
| Ку Фэн       | Чжан Шунь                                    |
| Лю Ган       | Ли Вань                                      |
| Лань Вэйле   | Железное Лицо                                |

## Съёмочная группа
- Компания: Shaw Brothers
- Режиссёр: Чжан Чэ
- Сценарист: Чжан Чэ, Ду Юньчжи
- Ассистент режиссёра: Хуан Юаньшэн, Сюн Тинъу
- Постановка боевых сцен: Лю Цзялян, Тан Цзя[кит.]
- Художник Чань Кэйёй
- Монтажёр: Цзян Синлун
- Грим: Фан Юань
- Оператор: Пао Сюэли
- Композитор: Ван Фулин[кит.]